# Белая Рамень (Ивановская область)
Белая Рамень — деревня в Пестяковском районе Ивановской области. Входит в состав Пестяковского сельского поселения.

## География
Находится в юго-восточной части Ивановской области на расстоянии приблизительно 11 км на юг-юго-запад по прямой от районного центра поселка Пестяки.

## История
Деревня уже отмечалась на карте 1802 года. В 1859 году здесь (тогда в составе Гороховецкого уезда Владимирской губернии) было учтено 19 дворов.

## Население
Постоянное население составляло 108 человек (1859 год), 2 в 2002 году (русские 100 %), 0 в 2010.